# Álvaro Parente
Álvaro Parente (Oporto, Portugal; 4 de octubre de 1984) es un piloto de automovilismo portugués que ha competido profesionalmente en monoplazas y gran turismos. Desde 2011 es piloto oficial de McLaren, por lo que ha competido en la Blancpain Endurance Series y el Campeonato FIA GT para dicha marca.

## Carrera deportiva

### Karting
En la década de 1990, Parente compitió en karting a nivel portugués y europeo. EN 1998, fue campeón junior de Portugal y Europa.

### Fórmula 3
Cuando tenía 16 años, en el año 2001, participó en el Campeonato de España de Fórmula 3. Al año siguiente, quedó en 4.º posición en la clasificación general.
En 2003, Parente pasó a la Fórmula 3 Euroseries con el equipo Team Ghinzani, pero solo consiguió un punto porque el motor de su coche no era fiable y se estropeaba fácilmente. En 2004, se cambió de equipo, al Carlin Motorsport, donde consiguió una victoria, cuatro podios, y el 7.º puesto en el campeonato.
El portugués siguió con Carlin en 2005 pero en la Fórmula 3 Británica, donde resultó campeón con 11 victorias en 18 carreras, superando por amplio margen a Charlie Kimball y Mike Conway.

### A1 Grand Prix
Parente disputó la temporada 2005/06 del A1 Grand Prix con el equipo portugués. Ob5uvo tres podios y seis top 5 en 20 carreras, colocando a su país en el noveno puesto de campeonato.
En 2006/07 participó en tres fechas del certamen, obteniendo un quinto puesto y un séptimo en seis carreras.

### World Series by Renault
Para 2006, Parente se cambió a la World Series by Renault, donde consiguió su primera victoria en Estambul. Después sólo consiguió dos victorias más, en Nürburgring y en el Circuit de Catalunya. Terminó 5.º en la clasificación general.
En 2007, aún en la World Series by Renault, consiguió dos victorias en Mónaco y en Spa, además de cinco podios, lo que le hizo campeón aquel año ante Filipe Albuquerque, Sebastian Vettel y Giedo van der Garde entre otros.

### GP2
Para 2008, Parente se trasladó al equipo Super Nova Racing, que participa en la GP2. Tuvo un comienzo impresionante en la primera carrera de la temporada, en el Circuit de Catalunya, ganando la carrera, convirtiéndose en el primer piloto portugués en ganar una carrera en la GP2. Finalmente terminó octavo en el campeonato de pilotos.
En 2009, participó en la GP2 Asia Series, terminando en octavo una vez más.
Álvaro corrió cuatro carreras para la GP2 Asia Series de 2009/10, haciendo buenos resultados con Coloni.
Participó en la temporada 2010 de GP2 para el equipo Scuderia Coloni, terminando su primera carrera en 2.º lugar y en la segunda 3.º En la temporada 2011 termina 16.º gracias a un 2.º puesto conseguido en la primera carrera de Mónaco. El piloto portugués actúa como una especie de piloto reserva de la categoría y disputa 6 de las 9 rondas de la temporada.

### Fórmula 1
En diciembre de 2009, se anunció que Álvaro formara parte del nuevo equipo de Fórmula 1 Virgin Racing como piloto de pruebas. Un mes después, Turismo de Portugal le retiraría el patrocinio, cosa que daría paso a que el equipo Virgin lo echara de sus filas, siento sustituido por Andy Soucek. 

### Superleague Formula
El equipo portugués FC Porto le ficha para disputar la Temporada 2010 de Superleague Formula. Disputó todas las rondas menos una, entre las cuales, obtuvo 2 victorias y terminó 7.º con 495 puntos en el campeonato.

### FIA GT y Blancpain
En 2011, Parente se convirtió en piloto oficial de McLaren en gran turismos. Así, disputó la Blancpain Endurance Series con un McLaren MP4-12C de fábrica junto a Oliver Turvey entre otros.
El piloto corrió tres fechas de la Blancpain Endurance Series en la clase Pro con el equipo United Autosports y una con Hexis, logrando una victoria, además de una fecha en la clase Pro-Am con Von Ryan. En paralelo, disputó el Campeonato Mundial de GT1 con Hexis, siempre como piloto oficial de McLaren. Logró cuatro podios junto a Grégoire Demoustier, y se ubicó 16.º en el campeonato de pilotos.
El portugués disputó el Campeonato FIA GT 2013 como compañero de equipo de Sébastien Loeb, nuevamente al volante de un McLaren MP4-12C. Logró cuatro victorias en 12 carreras, ubicándose así sexto en el campeonato de pilotos de la clase Pro y segundo en el campeonato de equipos. En la Blancpain Endurance Series, obtuvo un segundo puesto en la clase Pro con el equipo Hexis, acompañado de Alexander Sims y Stef Dusseldorp.
En 2014, corrió en la Blacnpain Endurance Series con un McLaren MP4-12C del equipo ART Grand Prix, acompañado de Alexandre Prémat y Grégoire Demoustier, con quienes triunfó en Monza y llegó segundo en Paul Ricard. En tanto, corrió las 24 Horas de Nürburgring con un McLaren MP4-12C del equipo Dörr; disputó dos fechas del Campeonato Mundial de Resistencia con el equipo Ram al volante de una Ferrari 458 Italia de la clase GTE-Pro; y fue invitado a la carrera de parejas del Stock Car Brasil, donde acompañó a Denis Navarro a los mandos de un Peugeot 408.
Parente continuó con McLaren en la Blancpain Endurance Series 2015, ahora con el equipo Von Ryan. Tuvo a Adrian Quaife-Hobbs y Bruno Senna como compañeros de butaca, aunque acumuló malos resultados. En paralelo, disputó el OPen Internacional GT junto a  Miguel Ramos, resultando campeón. También con McLaren, obtuvo el cuarto puesto en las 12 Horas de Sepang junto a Andrea Caldarelli, Hiroshi Hamaguchi y Andrew Watson; finalizó séptimo en el Gran Premio de Macao; y disputó las fechas de Shanghái y Buriram del GT Asia junto a Hiroshi Hamaguchi. Por patra parte, volvió a pilotar un Peugeot 408 en la carrera de invitados del Stock Car Brasil, resultando séptimo junto a Felipe Fraga.
El portugués pasó a pilotar el nuevo McLaren 650S en 2016. Corrió la Blancpain Sprint Series 2016 junto a Rob Bell, logrando la victoria en la carrera principal de Nürburgring. En paralelo, ha disputado el SCCA World Challenge 2016 con un McLaren 650S, donde ha logrado cinco victorias.

## Resultados

### GP2 Asia Series
(Clave) (negrita indica pole position) (cursiva indica vuelta rápida puntuable)

| Año     | Escudería            | 1    | 1    | 2    | 2    | 3    | 3    | 4    | 4    | 5   | 5   | 6    | 6    | Pos. | Puntos | Ref.  |
| ------- | -------------------- | ---- | ---- | ---- | ---- | ---- | ---- | ---- | ---- | --- | --- | ---- | ---- | ---- | ------ | ----- |
| 2008-09 | My Qi-Meritus Mahara | SHA  | SHA  | DUB  | DUB  | SAK1 | SAK1 | LOS  | LOS  | KUA | KUA | SAK2 | SAK2 | 21.º | 1      | [ 1 ] |
| 2008-09 | My Qi-Meritus Mahara |      |      |      |      |      |      | 17   | 16   | 11  | 9   | Ret  | 13   | 21.º | 1      | [ 1 ] |
| 2009-10 | Scuderia Coloni      | YMC1 | YMC1 | YMC2 | YMC2 | SAK1 | SAK1 | SAK2 | SAK2 |     |     |      |      | 8.º  | 12     | [ 2 ] |
| 2009-10 | Scuderia Coloni      |      |      |      |      | 6    | Ret  | 4    | 3    |     |     |      |      | 8.º  | 12     | [ 2 ] |

### GP2 Series
(Clave) (negrita indica pole position) (cursiva indica vuelta rápida puntuable)

| Año  | Escudería               | 1   | 1   | 2   | 2   | 3   | 3   | 4   | 4   | 5   | 5   | 6   | 6   | 7   | 7   | 8   | 8   | 9   | 9   | 10  | 10  | Pos. | Puntos | Ref.  |
| ---- | ----------------------- | --- | --- | --- | --- | --- | --- | --- | --- | --- | --- | --- | --- | --- | --- | --- | --- | --- | --- | --- | --- | ---- | ------ | ----- |
| 2008 | Super Nova Racing       | BAR | BAR | EST | EST | MON | MON | MAG | MAG | SIL | SIL | HOC | HOC | BUD | BUD | VAL | VAL | SPA | SPA | MNZ | MNZ | 8.º  | 34     | [ 3 ] |
| 2008 | Super Nova Racing       | 1   | 7   | Ret | 8   | 5   | 3   | 9   | Ret | 16  | Ret | 3   | 6   | 16  | Ret | 16† | Ret | 2   | Ret | Ret | 12  | 8.º  | 34     | [ 3 ] |
| 2009 | Ocean Racing Technology | BAR | BAR | MON | MON | EST | EST | SIL | SIL | NÜR | NÜR | BUD | BUD | VAL | VAL | SPA | SPA | MNZ | MNZ | ALG | ALG | 8.º  | 30     | [ 4 ] |
| 2009 | Ocean Racing Technology | Ret | 11  | Ret | Ret | Ret | 10  | Ret | 11  | 6   | 2   | 9   | 6   | 4   | Ret | 1   | Ret | 11  | Ret | Ret | 4   | 8.º  | 30     | [ 4 ] |
| 2010 | Scuderia Coloni         | BAR | BAR | MON | MON | EST | EST | VAL | VAL | SIL | SIL | HOC | HOC | BUD | BUD | SPA | SPA | MNZ | MNZ | YMC | YMC | 15.º | 13     | [ 5 ] |
| 2010 | Scuderia Coloni         |     |     |     |     |     |     |     |     |     |     |     |     |     |     | 2   | 3   | 12  | 9   |     |     | 15.º | 13     | [ 5 ] |
| 2011 |                         | EST | EST | BAR | BAR | MON | MON | VAL | VAL | SIL | SIL | NÜR | NÜR | BUD | BUD | SPA | SPA | MNZ | MNZ |     |     | 16.º | 8      | [ 6 ] |
| 2011 | Racing Engineering      |     |     | 11  | 7   | 2   | 16  |     |     |     |     |     |     |     |     |     |     |     |     |     |     | 16.º | 8      | [ 6 ] |
| 2011 | Carlin                  |     |     |     |     |     |     | Ret | 18  | 9   | 9   | 20† | Ret |     |     |     |     | 12  | 12  |     |     | 16.º | 8      | [ 6 ] |

### Campeonato Mundial de Resistencia de la FIA
(Clave) (negrita indica pole position) (cursiva indica vuelta rápida)

| Año  | Escudería         | Clase     | Automóvil              | 1   | 2   | 3   | 4   | 5   | 6   | 7   | 8   | 9   | Pos. | Puntos | Ref.  |
| ---- | ----------------- | --------- | ---------------------- | --- | --- | --- | --- | --- | --- | --- | --- | --- | ---- | ------ | ----- |
| 2014 | Ram Racing        | LMGTE Pro | Ferrari 458 Italia GT2 | SIL | SPA | LMS | COA | FUJ | SHA | BHR | SÃO |     | 27.º | 8      | [ 7 ] |
| 2014 | Ram Racing        | LMGTE Pro | Ferrari 458 Italia GT2 | 6   |     | Ret |     |     |     |     |     |     | 27.º | 8      | [ 7 ] |
| 2017 | Clearwater Racing | LMGTE Am  | Ferrari 488 GTE        | SIL | SPA | LMS | NÜR | MEX | COA | FUJ | SHA | BHR | 10.º | 16     | [ 8 ] |
| 2017 | Clearwater Racing | LMGTE Am  | Ferrari 488 GTE        | 6   |     |     |     |     |     |     |     |     | 10.º | 16     | [ 8 ] |